# Vasa svenska församling

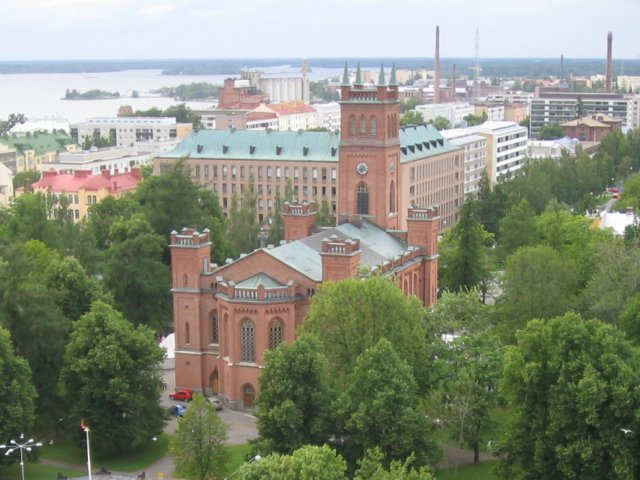
Trefaldighetskyrkan

Vasa svenska församling (finska: Vaasan ruotsalainen seurakunta) är en församling i Korsholms prosteri inom Borgå stift i Evangelisk-lutherska kyrkan i Finland. Till församlingen hör 12 594 svenskspråkiga kyrkomedlemmar  (08/2018)bosatta i Vasa. 
Inom församlingen fungerar Sundom kapellförsamling. 
Kyrkoherde i församlingen är Mikael Forslund.

## Kyrkor
- Brändö kyrka (1910)
- Dragnäsbäcks kyrka (1961)
- Lillkyro kyrka (1803)
- Roparnäs kyrka (1964)
- Sundom kyrka (1929)
- Trefaldighetskyrkan i Vasa centrum (1869).

## Kyrkoherdar
- 1929–1933 Karl Oskar Ahlström
- 1933–1940 Johan Erkki Kovero
- 1940–1963 Alvar Wilhelm Nyqvist
- 1963–1975 Nils Näsman
- 1976–1992 Torbjörn Ohls
- 1992–1999 Ulla Östman
- 1999–2006 Henry Byskata
- 2006–2017 Tor Erik Store
- 2017– Mikael Forslund